# Cross-média
Le cross-média est une pratique de communication qui consiste à associer plusieurs types de médias (rédactionnels, visuels, vidéo, audio...) dans le cadre d'une campagne.
Ce terme trouve ses origines au début du XXIe siècle, avec la multiplication des technologies d'information : la presse, la radio, la télévision (dévoilée au public dès 1926), Internet et plus récemment les smartphones connectés à Internet.

## Un panaché de solutions
Face à la multiplication des supports, chaque organisation publique ou privée, susceptible d'émettre des informations, se voit contrainte de multiplier les versions de son information pour s'adapter aux différents supports utilisés par son public. Il s'avère assez rapidement que la forme du message unique dans son concept et sa représentation n'est pas harmonieuse et ne correspond pas toujours aux attentes de ses publics. Le cross-média est une approche objective de cette situation : elle permet aux émetteurs d'information de faire passer leur message, en l'adaptant dans sa forme et en en variant le ton, tout en maintenant une cohérence de fond en termes d'identité et de message.